# Amanita nothofagi
Amanita nothofagi es un hongo que pertenece al género de setas Amanita en el orden Agaricales. Produce un cuerpo de fructificación cuyo píleo («sombrero»)  alcanza 13 cm de diámetro, de formato inicialmente convexo, pero luego se aplana, con una depresión central y ranuras radiales al margen. Su color varía de marrón-amarillo a grisáceo, con estrías radiales amarronadas. Su superficie es pegajosa cuando la seta todavía es joven o está mojada, y reseca cuando está madura. El estipe mide hasta 14 cm de alto y 2,5 cm de espesor. Es blanco con rayas grises en el hueco, y en la base tiene un bulbo de 3 cm de diámetro. Sobre el nivel del anillo membranoso, la superficie del tronco está escasamente cubierta con mechones lanudos o rizados; y por debajo del anillo es liso o escamoso.
La especie fue descrita por primera vez por la micóloga neozelandesa Greta Stevenson, que recogió especímenes a mediados de la década de 1950 en Nelson y Cabo Farewell, en la Isla Sur de Nueva Zelanda. Encontrado en ambas islas principales del país, Norte y Sur, es la especie más común de seta Amanita endémica de aquella nación. Puede ser confundo con su "primo" A. australis, también exclusivo del archipiélago, si se lavaran las verrugas y su color fuera blanquecino. Un método confiable para distinguirlas es verificar si hay fíbulas sobre la base de los basidios, presente únicamente en A. australis.
Como la mayoría de las otras especies de Amanita, la seta forma una relación simbiótica a través de micorrizas con determinadas especies de plantas. Se trata de una relación de beneficio mutuo, en la cual las hifas del hongo crecen alrededor de las raíces de los árboles, lo que permite, entre otras cosas, el intercambio de nutrientes entre el hongo y el vegetal. A. nothofagi se desarrolla en estrecha asociación con árboles como Leptospermum scoparium, Kunzea ericoides, y especialmente ciertos tipos de hayas (género Nothofagus fusca, N. menziesii, N. solandri y N. truncata. El epíteto específico nothofagi es una referencia a esta relación con los árboles del género Nothofagus.

## Taxonomía
La especie fue descrita por primera vez por la micóloga neozelandesa Greta Stevenson, que recogió especímenes a mediados de la década de 1950 en Nelson y Cabo Farewell, en la Isla Sur de Nueva Zelanda. Ella publicó una descripción del hongo en el Kew Bulletin ("Boletín de Kew"), un diario de los Reales Jardines Botánicos de Kew, en 1962, la segunda de cinco partes de una serie de artículos que describen la diversidad de las setas del país. El epíteto específico nothofagi se refiere a Nothofagus, el género hayas que incluye a los árboles con los cuales el hongo está frecuentemente asociado. En inglés, el especialista en setas Amanita Rodham Tulloss usa el nombre popular de southern beech Amanita ("Amanita de hayas del sur"), mientras que Geoff Ridley sugiere el término flycap charcoal ("carbón de casquillo de vuelo").
Stevenson clasificó el Amanita nothofagi en la sección Phalloideae del género Amanita, pero Ridley consideró mejor colocarlo en la sección Validae debido a sus "basidiosporos subglobosos, base del estipe clavada u ocasionalmente abruptamente bulbosa, con bandas dispersas o restos de la volva alrededor".

## Descripción

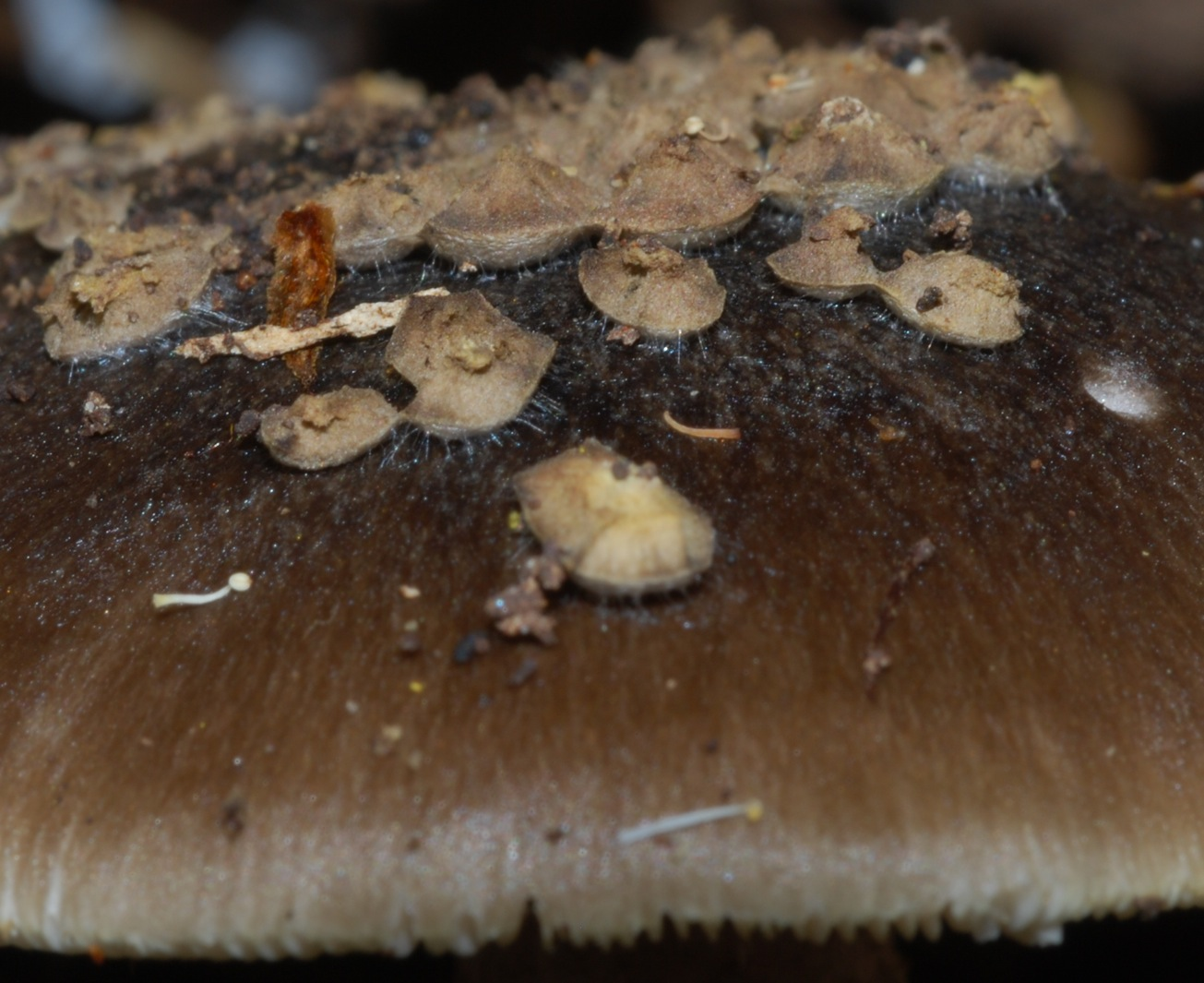
Verrugas en la superficie del sombrero.

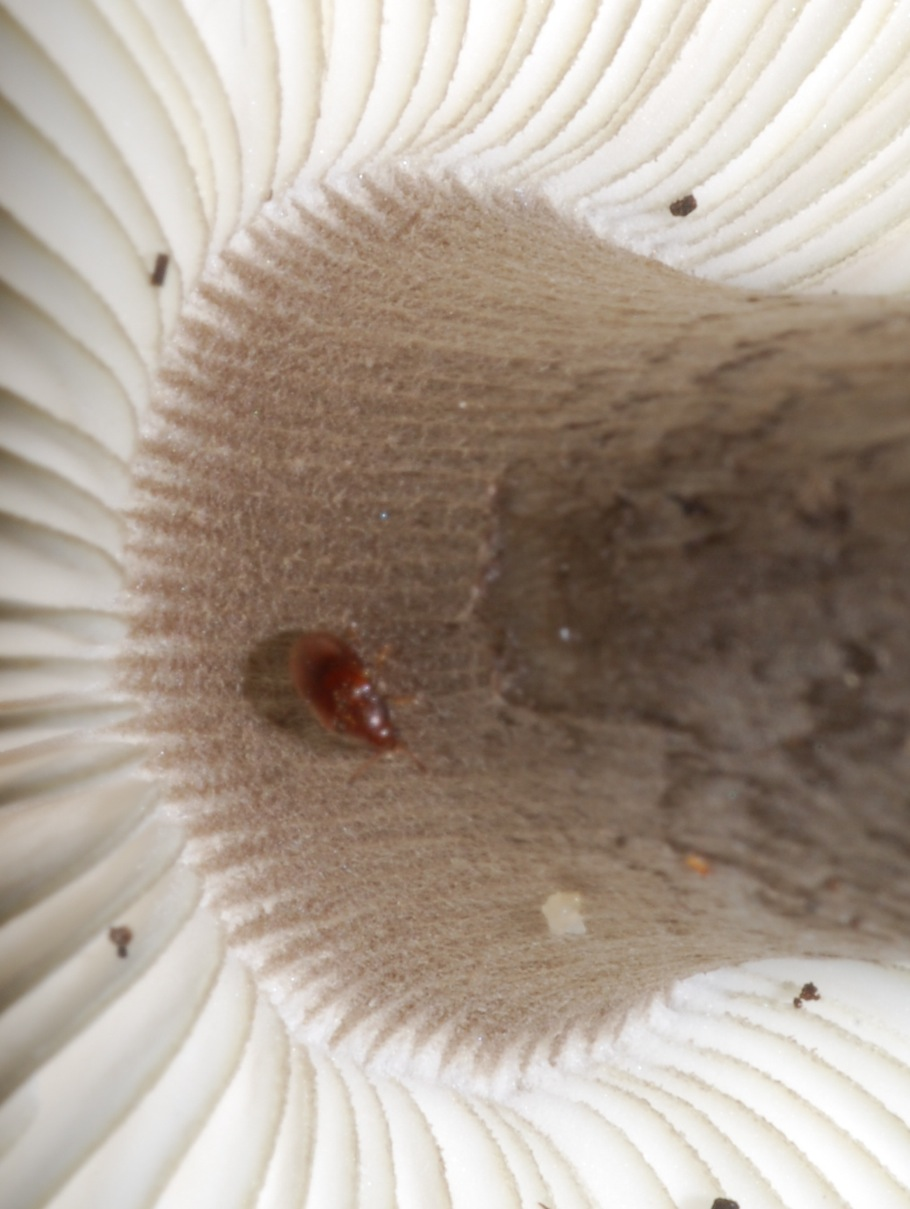
Las lamelas, blancas y apiladas, no se unen directamente al tronco.

El píleo (el "sombrero" de la seta) de A. nothofagi es inicialmente convexo, pero con el tiempo se aplana, con una depresión central y con ranuras radiales en la orilla. Llega a los 3-13 cm de diámetro. Su color es variable, yendo de marrón amarillento a gris oscuro a sepia grisáceo, con vetas radiales en tono gris oscuro amarronado. La superficie del píleo es pegajosa cuando la seta es joven o está mojada, pero se reseca con la edad. Los remanentes de volva forman manchas afieltradas, pequeñas o grandes, de formatos irregulares (que suelen semejarse a una cicatriz), y presentan un color sepia a sepia grisáceo. Las láminas están apiladas y libres de adhesión al tronco. Son blancas a color crema y miden de 6 a 10 mm de ancho. Los laminillas (láminas cortas que no se extienden completamente desde el borde del sombrero hasta el estipe) tienen extremidades ligeramente truncadas.
La estipe mide 4 a 14 cm; 5 a 25 mm de espesor, y se estrecha ligeramente en la parte superior. Y es hueca y tiene una base de base en forma de bulbo que mide de 1 a 3 cm de diámetro. La superficie del tronco por encima del nivel del anillo es de color blanco, escasamente cubierta con mechones lanosos o rizados, ocasionalmente rompiéndose en bandas transversales; por debajo del anillo, la superficie del estipe es lisa o presenta escamas estiradas o fibrosas. Es de color blanquecino, lustre o sepia-grisácea con rayas grises. La base del tronco puede o no puede tener un anillo o aro amarillo claro o sepia-grisáceo formado por restos de la volva. El anillo es membranoso, con ranuras, blanquecino, marrón, grisáceas-lavanda-sepia o grisáceas. La primera vez que cuelga libremente antes de ser adherido al estipe, a menudo se queda pegada al ala del sombrero. La carne del píleo es blanca o con manchas grises en su parte central, a veces con una línea gris por encima de las láminas; la carne del el tronco es de color blanco a amarillo pálido.

### Características microscópicas
Amanita nothofagi tiene la impresión de esporas, una técnica utilizada para identificar los hongos, de color blanca. Las esporas, cuando son vistas con la ayuda de un microscopio, suelen medir 7,5 a 9 por 7,5 a 9 micrómetros (µm), tienen paredes finas y formas esféricas, elipsoides o ampliamente elipsoides. También son hialinos (translúcidos) y amiloides, lo que significa que absorberá el yodo cuando se tiñen con el reactivo de Melzer, quedando de color azul oscuro. Los basidios (células que transportan las esporas) miden 30,5 a 57 por 8 a 16 µm, tienen cada uno cuatro esporas, y no están fijados a la base. Las células del margen de las láminas son abundantes, hialinas, de formato esférico, con sección en forma de trébol o hinchada en una de sus puntas, y miden 13-58 por 8-33 µm. La cutícula del píleo consiste en una suprapellis (capa superior) fuertemente gelatinizada con 130-220 mm de espesor, y una densa subpellis (capa inferior) no gelatinizada. Los restos de la volva en el sombrero están constituidos de abundantes células esféricas, elípticas y en forma de trébol, que miden 21 a 119 por 14,5 a 115 µm, mezcladas con hifas de 4 a 9 µm de ancho, color umbra pálido, y de arreglo irregular o con una orientación vertical.

## Especies semejantes
Las setas de Amanita nothofagi pueden ser confundidas con los de A. australis si las verrugas fueran lavadas y su color fuera blanqueado. Un método fiable de distinguir entre estas dos especies es comprobar si hay fíbulas en las base de los basidios: estas estructuras están presentes en A. australis y ausentes en A. nothofagi. Ridley observó que la colección tipo fue se realizó con un espécimen de color gris oscuro, y colectores que se enfrenta luego con más ejemplares más amarronados teniendo dificultades para identificar correctamente la especie. Setas más pálidas se asemejan a A. excelsa, lo que llevó a algunos a creer erróneamente que esta especie se encuentra en Nueva Zelanda.
Amanita Luteofusca también es similar en apariencia, en tamaño de las esporas en reacción amiloide, y en la ausencia de fíbulas en los basidios. Pero es posible distinguirla de A. nothofagi, la mayoría de las veces, son basadas en el color: es grisáceo a marrón grisáceo a amarillento con el tiempo consigue marrón rosáceo. Tulloss sugiere que las semejanzas entre varias especies de Australia y Chile, como la falta de colores brillantes en los cuerpos fructíferos y anillos y volvas igualmente grisáceas a marrón, puede indicar que estos hongos comparten un ancestro común de Gondwana.

## Ecología, hábitat y distribución
Los cuerpos de fructificación de Amanita nothofagi crecen solitariamente o en grupos dispersos. Como la mayoría de otras especies de Amanita, la seta forma una relación simbiótica a través de micorrizas ciertas especies de plantas. Es una relación de beneficio mutuo, en el que las hifas del hongo crecen alrededor de las raíces de los árboles y arbustos, posibilitan que el hongo reciba humedad, protección y subproductos nutritivos del vegetal; en contrapartida, le ofrece el árbol mayor acceso a los nutrientes del suelo, tales como el fósforo. A. nothofagi se desarrolla en estrecha asociación con ciertos tipos de hayas (género Nothofagus), incluyendo Nothofagus fusca, N. menziesii, N. solandri y N. truncata; así como Leptospermum scoparium y Kunzea ericoides. Encontrado tanto en las islas Norte como Sur de Nueva Zelanda, es la especie más común de seta Amanita endémica del país.